# Contea di Iron (Wisconsin)
La contea di Iron (in inglese, Iron County) è una contea dello Stato del Wisconsin, negli Stati Uniti. La popolazione al censimento del 2000 era di sei 861 abitanti. Il capoluogo di contea è Hurley.